# Görschnitz (Weidenberg)
Görschnitz ist ein Gemeindeteil des Markts Weidenberg im Landkreis Bayreuth (Oberfranken, Bayern). Die Gemarkung Görschnitz hat eine Fläche von 9,269 km². Sie ist in 1033 Flurstücke aufgeteilt, die eine durchschnittliche Fläche von 8972,76 m² haben. In ihr liegen neben dem namensgebenden Ort die Gemeindeteile Au, Eichenhof, Eichleithen, Gossenreuth, Grund, Heßlach, Keilstein und Lochmühle.

## Geographie
Das Dorf liegt an der Warmen Steinach und am Weißenbächlein, der innerorts als rechter Zufluss in die Warme Steinach mündet. Die Bahnstrecke Bayreuth–Warmensteinach und die Staatsstraße 2181 führen entlang der Warmen Steinach nach Untersteinach (1,7 km nordwestlich) bzw. nach Weidenberg (2 km südöstlich). Gemeindeverbindungsstraßen führen nach Heßlach (1,6 km östlich), nach Gossenreuth (1,5 km östlich) und nach Grund (1,3 km südlich). Ein Anliegerweg führt nach Au (0,8 km nordwestlich). Im Ort steht eine Eiche, die als Naturdenkmal ausgezeichnet ist.

## Geschichte
Der Ort wurde 1378 als „Gerschicz“ erstmals urkundlich erwähnt.
Görschnitz bildete mit Au, Grund und Lochmühle eine Realgemeinde. Gegen Ende des 18. Jahrhunderts gab es in Görschnitz 19 Anwesen. Die Hochgerichtsbarkeit stand dem bayreuthischen Stadtvogteiamt Bayreuth zu. Die Dorf- und Gemeindeherrschaft war strittig zwischen dem Hofkastenamt Bayreuth und dem Amt Weidenberg. Grundherren waren das Hofkastenamt Bayreuth (1 Halbhof), das Stiftskastenamt Himmelkron (1 Halbhof), das Amt Weidenberg (3 Halbhöfe, 2 Söldengüter, 3 Güter, 1 Gut mit Schmiede, 1 Gut mit Schenkgerechtigkeit, 1 Söldengut mit Nebenhäuslein, 4 Wohnhäuser) und die Pfarrei Weidenberg (2 Güter).
Von 1797 bis 1810 unterstand Görschnitz dem Justiz- und Kammeramt Neustadt am Kulm. Nachdem im Jahr 1810 das Königreich Bayern das Fürstentum Bayreuth käuflich erworben hatte, wurde der Ort bayerisch. Infolge des Gemeindeedikts wurde 1812 der Steuerdistrikt Görschnitz gebildet. Neben dem Hauptort gehörten zu diesem Au, Eichleithen, Gossenreuth, Grund, Heßlach, Keilstein und Lochmühle. Zugleich entstand die Ruralgemeinde Görschnitz, zu der Au, Grund und Lochmühle gehörten. Sie war in Verwaltung und Gerichtsbarkeit dem Landgericht Weidenberg zugeordnet und in der Finanzverwaltung dem Rentamt Bayreuth (1919 in Finanzamt Bayreuth umbenannt). Mit dem Gemeindeedikt von 1818 wurden die Gemeinden Gossenreuth (mit Eichleithen und Keilstein) und Heßlach eingegliedert. Ab 1862 gehörte Görschnitz zum Bezirksamt Bayreuth (1939 in Landkreis Bayreuth umbenannt). Die Gerichtsbarkeit blieb beim Landgericht Weidenberg (1879 in Amtsgericht Weidenberg umgewandelt), seit 1931 ist das Amtsgericht Bayreuth zuständig. Um 1950 wurde auf dem Gemeindegebiet Eichenhof gegründet. Die Gemeinde hatte 1964 eine Gebietsfläche von 9,377 km². Im Zuge der Gebietsreform in Bayern wurde die Gemeinde Görschnitz am 1. Januar 1978 nach Weidenberg eingemeindet.

### Baudenkmäler
- Haus Nr. 1, 6, 19 und 20: Wohnstallhäuser[14]
- Haus Nr. 16: Bauernhaus[14]

## Religion
Görschnitz ist seit der Reformation evangelisch-lutherisch geprägt und nach Weidenberg gepfarrt.